# میخائیل خراسکوف
میخائیل ماتوییویچ خراسکوف (به روسی: Михаи́л Матве́евич Хера́сков) از شاعران و نمایشنامه نویسان اهل روسیه بود که در سال ۱۷۴۳ متولد شد و در سن ۷۳ در سال ۱۸۱۶ در گذشت. وی از سال ۱۷۷۱ تا ۱۷۷۹ روسیاد را نوشت که اولین شعر حماسی روسی از نوع هومر و ویرژیل بود.

## آثار
- تجدید حیات ولادیمیر (۱۷۸۵)
- روسیاد (۷۹–۱۷۷۱)
- ولادیمیر
- حماسه روسی